# Valerian Zorine
Pour les articles homonymes, voir Zorine.
Valerian Alexandrovitch Zorine (en russe : Валериан Александрович Зорин), né le 1er janvier 1902 à Novotcherkassk et décédé le 14 janvier 1986 à Moscou, est un diplomate et homme politique soviétique.

## Biographie
Valerian Zorine devient membre du Parti communiste soviétique en 1922 et occupe un poste de direction au comité de la ville de Moscou et au comité central du Komsomol jusqu'en 1932. Du 16 octobre au 7 novembre 1930, il est rédacteur du journal Pionerskaïa Pravda. En 1935, il est diplômé de l'Institut communiste de l'éducation (Высший коммунистический институт просвещения). En 1935 à 1941, Zorine est chargé de nombreuses tâches pour le parti et en tant que professeur. De 1941 à 1944, il est employé au Commissariat du peuple aux Affaires étrangères. De 1945 à 1947, Zorine est ambassadeur soviétique en Tchécoslovaquie. De 1947 à 1955 et de nouveau de 1956 à 1965, il est vice-ministre des Affaires étrangères de l'Union soviétique.
Il occupe d'autres postes, y compris celui de représentant permanent de l'Union soviétique au Conseil de sécurité des Nations unies en 1952-1953. En 1955-1956, Zorine est ambassadeur soviétique en République fédérale d'Allemagne. Puis, il est de nouveau le représentant de l'Union soviétique au Conseil de sécurité des Nations unies jusqu'en 1965. C'est alors qu'il occupe ce poste qu'a lieu la célèbre confrontation avec Adlai Stevenson, le 25 octobre 1962, au cours de la Crise des missiles de Cuba.
De 1965 à 1971, Zorine est ambassadeur soviétique en France, puis il devient un ambassadeur chargé de missions spéciales au ministère des Affaires étrangères de l'Union soviétique. Aux 22e et 23e Congrès du PCUS, en 1961 et 1966, Zorine est élu au Comité central.
Mort à Moscou en 1986, il est enterré au cimetière de Novodevitchi.

## Distinctions
Zorine a reçu trois fois l'Ordre de Lénine, Ordre de l'Amitié des peuples, Ordre de l'Insigne d'honneur, Ordre du Drapeau rouge du Travail, Ordre de la Révolution d'Octobre et de nombreuses médailles.

## Source
- (en) Cet article est partiellement ou en totalité issu de l’article de Wikipédia en anglais intitulé « Valerian Zorin » (voir la liste des auteurs).